# Ruptura epistemológica

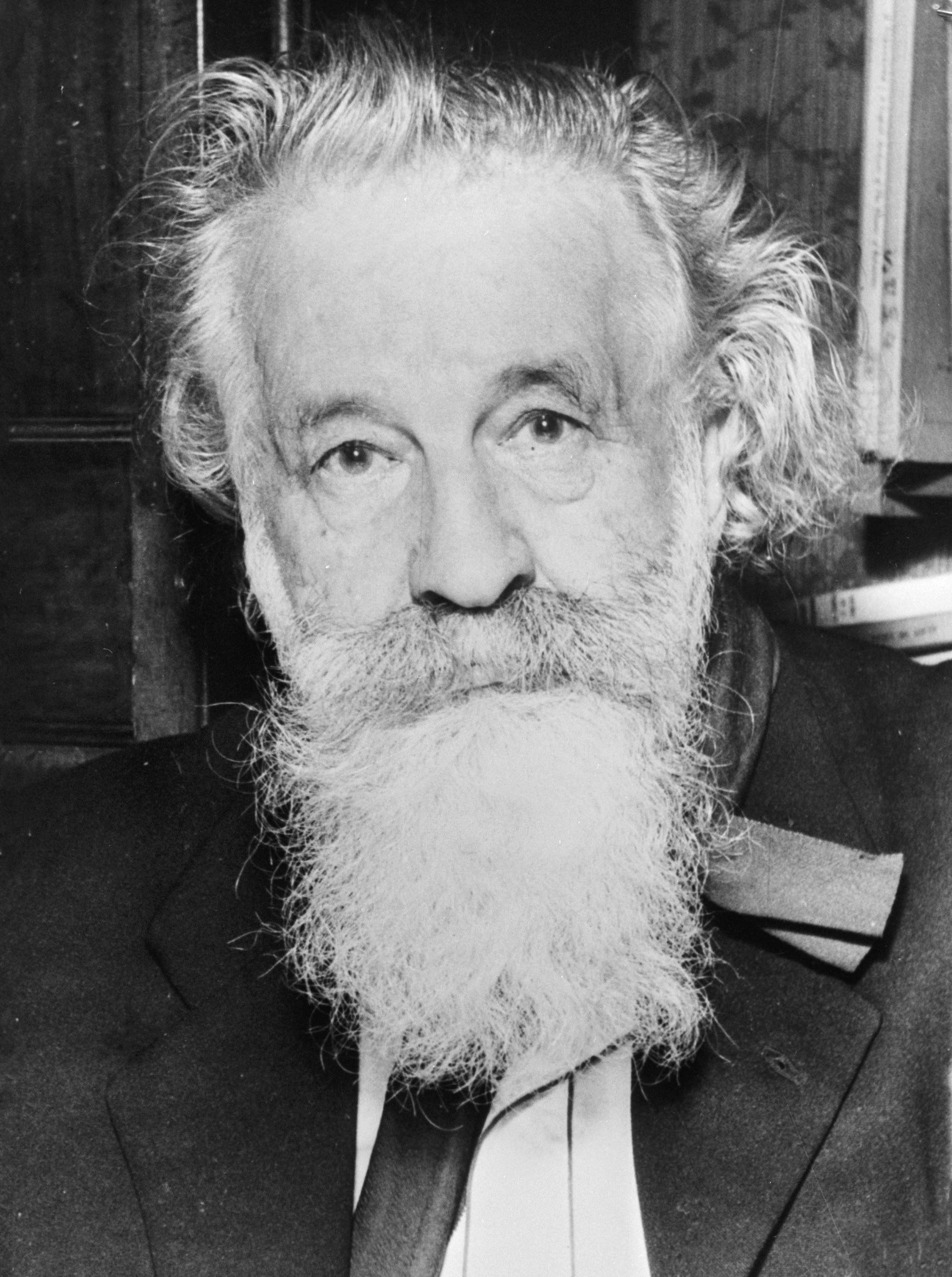
Gaston Bachelard, filósofo y poeta que introdujo el concepto de la ruptura epistemológica

La ruptura epistemológica es un concepto introducido por el filósofo y poeta Gaston Bachelard (27 de junio de 1884, Bar-sur-Aube – 1 de octubre de 1962, Paris) en Filosofía de la Ciencia, posteriormente desarrollado en el ámbito de la sociología en 1975, a raíz de un ensayo publicado en Francia, por Pierre Bourdieu, Jean-Claude Chamboredon y Jean-Claude Passeron, titulado "El oficio de sociólogo".
El concepto de "ruptura epistemológica" alude a la necesidad, en la praxis sociológica, de alcanzar una fisura que permita ir más allá de la evidencia, de las prenociones en sociología. Supone, en otros términos, superar los espacios de tópicos y lugares comunes para hacer "verdadera ciencia", para "conquistar el objeto contra la ilusión del saber inmediato".